# Organisation der Kleinkampfverbände der Kriegsmarine
Die Organisation der Kleinkampfverbände der Kriegsmarine umfasst den Aufbau sowie die Gliederung der Kleinkampfverbände der Kriegsmarine gegen Ende des Zweiten Weltkriegs.

## Führungsstab
| Oberbefehlshaber der Kriegsmarine |                    |                             |                                                           |        |
| Dienstgrad                        | Vollständiger Name | Zeitraum                    | Bemerkungen                                               | Quelle |
| Großadmiral                       | Karl Dönitz        | Januar 1943 bis 8. Mai 1945 | zugleich Verbindungsstelle zum Oberkommando der Wehrmacht |        |

| Befehlsstab des Admirals der Kleinkampfverbände |                    |                            |                                             |        |
| Dienstgrad                                      | Vollständiger Name | Zeitraum                   | Bemerkungen                                 | Quelle |
| Vizeadmiral                                     | Hellmuth Heye      | April 1944 bis 8. Mai 1945 | Kommandierender Befehlshaber der K-Verbände | [ 1 ]  |
| Fregattenkapitän                                | Fritz Frauenheim   | April 1944 bis 8. Mai 1945 | Chef des Stabes                             | [ 1 ]  |

| Führungsstab der Kleinkampfverbände der Kriegsmarine |                                       |                             |                                |             |
| Dienstgrad                                           | Vollständiger Name                    | Zeitraum                    | Bemerkungen                    | Quelle      |
| Kapitänleutnant                                      | Klaus Thomsen                         | Juli 1944 bis 8. Mai 1945   | Allgemeiner Operationsoffizier | [ 1 ] [ 2 ] |
| Kapitänleutnant                                      | Horst Wache                           | August 1944 bis 8. Mai 1945 |                                | [ 1 ]       |
| Kapitänleutnant                                      | Michael Opladen                       | April 1944 bis 8. Mai 1945  | Persönlicher Berater Heye      | [ 1 ] [ 2 ] |
| Kapitänleutnant                                      | Rüdiger Burchhards                    | Juli 1944 bis 8. Mai 1945   | Ingenieur-Offizier             | [ 1 ]       |
| Kapitänleutnant                                      | Friedrich-Wilhelm Schmidt             |                             |                                | [ 1 ]       |
| Kapitänleutnant                                      | Erich Habelt                          |                             |                                | [ 1 ]       |
| Kapitänleutnant                                      | Herbert Mohrstedt                     | Mai 1944 bis 8. Mai 1945    | Wissenschaftliche Dienststelle | [ 3 ]       |
| Oberleutnant                                         | Hans Gregor                           |                             |                                | [ 1 ]       |
| Oberleutnant                                         | Wolf Gericke                          |                             |                                | [ 1 ]       |
| Oberleutnant                                         | Kurt Scheifhacken                     |                             |                                | [ 1 ]       |
| Leutnant                                             | Horst Haug                            |                             |                                | [ 1 ]       |
| Leutnant                                             | Otto Wolf                             |                             |                                | [ 1 ]       |
| Kapitänleutnant                                      | Hans-Konrad Perkuhn                   |                             | Fürsorge- und Nachlassreferent | [ 1 ]       |
| Korvettenkapitän                                     | Friedrich von Holzhusen               |                             | NS-Führungsoffizier            | [ 1 ]       |
| Oberleutnant                                         | Felix Leffin                          |                             | Befehlsstelle                  | [ 1 ]       |
| Oberleutnant                                         | Wolfgang Frank                        |                             | Presseoffizier                 | [ 1 ]       |
| Oberleutnant                                         | Filibert von Du Fresne von Hohenesche |                             | Kurieroffizier                 | [ 1 ]       |

| Personalbüro und Ausbildungsabteilungen |                                                                                   |                               |                                        |        |
| Dienstgrad                              | Vollständiger Name                                                                | Zeitraum                      | Bemerkungen                            | Quelle |
| Kapitänleutnant                         | Heinz Schomburg                                                                   | Januar bis Oktober 1944       | Marine-Einstellungsabteilung (Lübeck)  | [ 4 ]  |
| Kapitänleutnant                         | Rudolf Koehler                                                                    |                               | Leiter des Personalbüros               | [ 3 ]  |
| Oberleutnant                            | Franz Tegtmeyer                                                                   | Februar 1944 bis 8. Mai 1945  | Referent im Personalbüro               | [ 3 ]  |
| Leutnant                                | Karl-August Hoffmann                                                              |                               | Hilfsreferent im Personalbüro          | [ 3 ]  |
| Oberleutnant                            | Friedrich Schätzel                                                                |                               | Sachbearbeiter im Personalbüro         | [ 3 ]  |
| Oberleutnant                            | Hermann Kampe                                                                     |                               | Sachbearbeiter im Personalbüro         | [ 3 ]  |
| Marineoberstabsrichter                  | Wiegand                                                                           |                               | Gerichtszuständigkeit der K-Verbände   | [ 3 ]  |
| Korvettenkapitän                        | Heinrich Hoffmann                                                                 | November 1944 bis 8. Mai 1945 | Ausbildungsabteilung in Kappeln        | [ 4 ]  |
| Korvettenkapitän                        | Hans-Hinrich Damm (zusätzlich ab April 1945 Korvettenkapitän Hermann Buschkämper) | November 1944 bis 8. Mai 1945 | MEK-Ausbildungsabteilung in Sonderburg | [ 4 ]  |

## Quartiermeisterstab
| Quartiermeisterstab      |                      |                              | |        |
| Dienstgrad               | Vollständiger Name   | Zeitraum                     | Bemerkungen                                                                                                 | Quelle |
| Fregattenkapitän         | Erich Dahle          | Februar bis 8. Mai 1945      | Quartiermeister                                                                                             | [ 1 ]  |
| Marinestabsarzt          | Weyrich              | Februar 1944                 | | [ 1 ]  |
| Marinestabsarzt          | Armin Wandel         | Februar 1944 bis 8. Mai 1945 | | [ 1 ]  |
| Marinestabsarzt          | Hans-Joachim Richert | April 1944 bis 8. Mai 1945   | Sanitätsoffizier                                                                                            | [ 1 ]  |
| Kapitänleutnant          | Gerhard Kowalzig     |                              | Stabsarzt                                                                                                   | [ 1 ]  |
| Marinestabsarzt          | Kundt                |                              | Einsatz im Lehrkommando 350                                                                                 | [ 1 ]  |
| Marine-Oberassistenzarzt | Maschewski           |                              | Einsatz in der Blau- und Steinkoppel                                                                        | [ 1 ]  |
| Marineassistenzarzt      | Tobias Brocher       |                              | Einsatz beim Lehrkommando 250                                                                               | [ 1 ]  |
| ?                        | Friedrich Jung       |                              | Einsatz im Lehrkommando 600                                                                                 | [ 1 ]  |
| Kapitänleutnant          | Gerhard Moosmann     | Juni 1944 bis 8. Mai 1945    | Sperrwaffenoffizier                                                                                         | [ 3 ]  |
| Korvettenkapitän         | Hermann Lüdke        | Mai 1944 bis Januar 1945     | Verwaltungsoffizier                                                                                         | [ 3 ]  |
| Korvettenkapitän         | Wilhelm Wicke        | Januar bis 8. Mai 1945       | Verwaltungsoffizier und Nachfolger Lüdkes, der im Januar 1945 zum Chef des Lehrkommandos 700 ernannt wurde. | [ 3 ]  |
| Marineoberstabsindendant | Herbert Bleese       | April 1944 bis 8. Mai 1945   | Intendant                                                                                                   | [ 3 ]  |
| Marineoberstabsindendant | Otto von Harling     | Januar bis 8. Mai 1945       | Intendant                                                                                                   | [ 3 ]  |
| Oberleutnant             | Friedrich Wendel     |                              | Konstruktions- und Erprobungsabteilung                                                                      | [ 3 ]  |
| Kapitänleutnant          | Hanns von Rakowsky   | August 1944 bis 8. Mai 1945  | Entwicklungsabteilung                                                                                       | [ 3 ]  |
| Korvettenkapitän         | Herbert Burckhardt   | April 1944 bis 8. Mai 1945   | Entwicklungsabteilung                                                                                       | [ 3 ]  |

## K-Stäbe
| K-Stäbe                  |                 | |                                   |                               |        |
| Bezeichnung              | Dienstgrad      | Vollständiger Name                                                                                      | Zeitraum                          | Bemerkungen                   | Quelle |
| K-Stab West (Sengwarden) | Kapitän zur See | Friedrich Böhme                                                                                         | Juni bis Oktober 1944             | nach Oktober 1944 aufgelöst   | [ 3 ]  |
| K-Stab Nord (Oslo)       | Kapitän zur See | Wilhelm Beck                                                                                            | Oktober 1944 bis 8. Mai 1945      |                               | [ 3 ]  |
| K-Stab Skagerrak         | Kapitän zur See | Paul Friedrich Düwel                                                                                    | November 1944 bis 8. Mai 1945     | zugleich auch K-Stab z. b. V. | [ 3 ]  |
| K-Stab Holland           | Kapitän zur See | Werner Musenberg                                                                                        | 20. August 1944 bis 18. März 1945 |                               | [ 4 ]  |
| K-Stab Süd (Italien)     | Kapitän zur See | Werner Hartmann (14. August bis 30. Oktober 1944) Friedrich Böhme (ab 31. Oktober 1944 bis 8. Mai 1945) | August 1944 bis 8. Mai 1945       |                               | [ 4 ]  |

## Ausbildungszentren und Lehrkommandos
| Ausbildungszentren, Lehrkommandos, Quartiere      |                                 |                                                          |                           |                                                                              | |
| Lehrkommandonummer Einsatzzweck                   | Zeitraum des Bestehens          | Ausbildungsort/Standort                                  | Ausbildungsdeckname       | Ausbildungsinhalt                                                            | Lehrausbilder / Kommandeur |
| Stabsquartier des Admirals der Kleinkampfverbände | Juni 1944 bis 8. Mai 1945       | Timmendorfer Strand                                      | Strandkoppel              | entfällt                                                                     | Hellmuth Heye |
| Lehrkommando 200                                  | Juni 1944 bis 8. Mai 1945       | Priesterbeck/Waren                                       | Grünkoppel (Ost)          | Sprengboot Linse                                                             | Kapitänleutnant Ulrich Kolbe (bis Juli 1944) und Helmut Bastian                                                                        |
| Lehrkommando 200                                  | Juni 1944 bis 8. Mai 1945       | Plön                                                     | Netzkoppel                | Sprengboot Linse                                                             | Kapitänleutnant Ulrich Kolbe (bis Juli 1944) und Helmut Bastian                                                                        |
| Lehrkommando 250                                  | Juni 1944 bis 8. Mai 1945       | Lübeck-Schlutup                                          | Blaukoppel                | Biber                                                                        | Korvettenkapitän Hans Bartels |
| Lehrkommando 300                                  | 1944 bis 8. Mai 1945            | Neustadt                                                 | Neukoppel                 | Seehund                                                                      | Kapitänleutnant Hermann Rasch ab Januar 1945 Fregattenkapitän Albrecht Brandi                                                          |
| Lehrkommando 300                                  | 1944 bis 8. Mai 1945            | Wilhelmshaven                                            | Graukoppel                | Seehund                                                                      | Oberleutnant zur See Roß |
| Lehrkommando 350                                  | 1944 bis 8. Mai 1945            | Torpedoversuchsanstalt Surendorf                         | Dorfkoppel                | Neger Marder                                                                 | Kapitänleutnant Heinz Franke ab März 1945 Kapitänleutnant Horst Kessler                                                                |
| Lehrkommando 400                                  | 1944 bis 8. Mai 1945            | Torpedoversuchsanstalt Surendorf                         | Dorfkoppel                | Hecht Molch                                                                  | Kapitänleutnant Heinz Franke ab März 1945 Kapitänleutnant Horst Kessler                                                                |
| Lehrkommando 600                                  | Mai bis Oktober 1944            | Sesto Calende (Italien) Oktober 1944 Verlegung nach Sylt | nach Verlegung Weißkoppel | M.T.M. M.T.S.M.A.                                                            | Leutnant zur See Bloomenkamp bis Mai 1944 ab Mai 1944 Oberleutnant zur See Frenzmeyer                                                  |
| Lehrkommando 601                                  | Juni bis Oktober 1944 aufgelöst | Sesto Calende (Italien)                                  | entfällt                  | M.T.M. M.T.S.M.A.                                                            | Leutnant zur See Bloomenkamp |
| Lehrkommando 602                                  | Juni bis Oktober 1944 aufgelöst | Stresa (Italien)                                         | entfällt                  | M.T.M. M.T.S.M.A.                                                            | Leutnant zur See Bloomenkamp |
| Lehrkommando 700                                  | März 1944 bis 8. Mai 1945       | Valdagno (Italien) Oktober 1944 List                     | nach Verlegung Weißkoppel | Kampfschwimmer                                                               | Leutnant zur See Alfred von Wurzian Marinestabsarzt Dr. Armin Wandel ab Juni 1944 bis Januar 1945 Hermann Lüdke Januar bis 8. Mai 1945 |
| Lehrkommando 701                                  | Mai 1944 bis 8. Mai 1945        | San Giorgio in Alga (Italien) Oktober 1944 List/Sylt     | nach Verlegung Weißkoppel | Kampfschwimmer                                                               | unbekannt |
| Lehrkommando 702                                  | 1944 bis 8. Mai 1944            | SS-Junkerschule Bad Tölz                                 | entfällt                  | Kampfschwimmer der Waffen-SS (SS-Jagdverbände)                               | unbekannt |
| Lehrkommando 704                                  | 1944 bis 8. Mai 1945            | Valdagno (Italien) Oktober 1944 List/Sylt                | nach Verlegung Weißkoppel | Kampfschwimmer                                                               | Oberleutnant zur See Herbert Völsch (Oktober 1944 bis Februar 1945 List auf Sylt)                                                      |
| Lehrkommando 800                                  | unbekannt                       | unbekannt                                                | entfällt                  | Bodenstaffeln und Verbindungsstäbe                                           | unbekannt |
| Wissenschaftlicher Stab                           | 15. Mai 1944 bis 8. Mai 1945    | Schönberg                                                | Raumkoppel                | Ermittlung und Zusammenstellung aller für den Einsatz relevanten Unterlagen. | Dr. Konrad Voppel |
| Kraftfahrausbildung                               | 1944 bis unbekannt              | Lübeck                                                   | Steinkoppel               | Ausbildung der Kraftfahrer für die Zugmaschinen des Molch                    | unbekannt |
| M.E.K.-Ausbildung                                 | 1944 bis 8. Mai 1944            | Bad Sülze                                                | Schwarzkoppel             | Infanteristische Grundausbildung der M.E.K.-Angehörigen                      | unbekannt |
| Gruppe AA                                         | Juli 1944 bis 8. Mai 1945       | Cuxhaven/Oxstedt                                         | Fischkoppel               | unbekannt                                                                    | unbekannt |
| M.E.K. 40                                         | August 1944 bis 8. Mai 1945     | Mommark                                                  | Gelbkoppel                | Ausbildung von Kampfschwimmer und sonstigen Person des M.E.K.                | Kapitänleutnant Buschkämper ab April 1945 Kapitänleutnant M.A. Schulz                                                                  |

Eine weitere Person, die in die Struktur der K-Verbände eingebunden wurde, war Kapitän zur See Wolfgang Lüth, der Kommandeur der Marinekriegsschule in Flensburg-Mürwik. Johann-Otto Krieg, späterer Ritterkreuzträger, Testpilot des ersten Negers und seinerzeit Kommandant auf U 81, brachte durch seine Fronterfahrung als U-Boot-Kommandant wichtige Beiträge zur operativen Durchführung von Angriffen bei der praktischen Ausbildung der Rekruten ein. Krieg wurde schließlich Kommandeur der ersten gegründeten K-Flottille 361. Durch umsichtige Personalpolitik war es Dönitz gelungen, für seine neuen K-Verbände einen leistungsstarken Führungskader aufzubauen, dessen Stammpersonal mit den höchsten Kriegs- und Tapferkeitsauszeichnungen dekoriert waren, ein nicht unbeträchtlicher Teil davon mit dem Ritterkreuz des Eisernen Kreuzes und seinen weiteren Stufen. Darunter war auch der spätere Brillantenträger Albrecht Brandi. Gleichzeitig schmiedete Dönitz damit einen solide Grund- und Lehrausbildung durch erfahrene und kampfbewährte Ausbilder. Die Rekrutierung von Personal für die K-Verbände sollte durch das Anwerben von Freiwilligen geschehen. Diese sollte nicht nur aus dem Reservoir der Kriegsmarine stammen, sondern setzte sich aus Angehörige des Heeres, der Kriegsmarine und sogar der Waffen-SS zusammen. Dönitz verbot anfangs sogar die freiwillige Meldung von U-Boot-Kommandanten, da diese seiner Meinung nach „unabkömmlich“ waren, doch der Mangel an qualifizierten Fachkräften zwang ihn im Dezember 1944 zur Aufhebung dieser Regelung. Logistisch unterstützt wurden die K-Verbände dabei vom K-Regiment (mot).

## Entwicklungsabteilung der Kleinkampfverbände
Die Einrichtung einer eigenen Entwicklungsabteilung innerhalb der Kleinkampfverbände der Kriegsmarine, die der Erprobung, Analysierung und Seeerprobung neuer Waffensysteme diente, war ein Novum innerhalb der Wehrmacht und wohl einzigartig. Einzigartig deshalb, weil in der Regel alle konstruktiven, technischen und organisatorischen Entwicklungsarbeiten sowie die Erprobung neuer Waffensystem und Prototypen innerhalb der Marine ausschließlich vom Waffenamt des OKW wahrgenommen wurden. Die Einrichtung einer eigenen K-Entwicklungsabteilung erfolgte im Sommer 1944 und war der Tatsache geschuldet, dass sämtliche Kleinkampfmittel unter äußersten Zeitdruck entwickelt, erprobt und in Serienfertigung gegeben mussten, ohne erst den umständlichen Dienstweg einhalten zu müssen. Leiter der Entwicklungsabteilung war Kapitänleutnant (Ing.) Hanns von Rakowsky. Mit dem vom Hitler Anfang erlassenen Führererlass mit der treffenden Bezeichnung „Erfinder-Mobilmachung“, wurden die Amtsstuben aller Wehrmachtteile mit mehr oder weniger guten Vorschläge förmlich überschwemmt, die aus allen Teilen des Reiches hereinflutete. So auch in die Entwicklungsabteilung der K-Verbände. Diese musste in einem ungeheuren bürokratischen Aufwand jeden einzelnen Vorschlag, und sei er noch so unrealistisch, prüfen und beantworten. Dennoch waren etwa 2 Prozent aller eingereichten Innovationen brauchbar und auch insofern nützlich, als dass die K-Verbände von derart verrückt anmutenden Vorschlägen lebten. So mussten, um den Überraschungseffekt auszunutzen, eine möglichst große Typenvielfalt von Kleinkampfmitteln in hoher Vielzahl produziert werden, um dann blitzschnell an den Brennpunkten eingesetzt zu werden, um den Gegner keine Chance auf Anpassung zu ermöglichen. Dem gegenüber standen jedoch die völlig überanspruchten Bauwerften, die gesamte deutsche Rüstungskapazit sowie nicht zuletzt die mangelnde Erfahrung der deutschen Marine auf völligem technischen Neuland. Die Entwicklungsabteilung war bis Kriegsende somit treibende Kraft hinsichtlich der Entwicklung neuer Prototypen, deren Umsetzung im chaotischen Zusammenbrechen der Wirtschaft und Rüstung untergingen.

## Marineeinsatzkommandos (M.E.K.)
Mit der Gründung der Lehrkommandos entstanden ab Anfang 1940 auch die ersten Marineeinsatzkommandos, obwohl diese bereits im Vorfeld unter dem Kommando von Fregattenkapitän Erich Pfeiffer die Bezeichnung PFEIFFER (Kampfschwimmerabteilungen) getragen hat. Diese und die folgenden M.E.K. waren von der Abwehrstelle in Hamburg aufgestellt worden. Im November 1943 wurden die MEK´s zusammengefasst und den K-Verbänden unter der neuen Bezeichnung M.E.K 20 geführt. Die Gesamtstärke eines M.E.K. lag bei einer Sollstärke von je 22 Mann, wobei für Operativeinsätze Verstärkungen üblich waren. Ihre Zahl schwankte daher, einschließlich Bodenpersonal, zwischen 50 und 100 Personen. Das Waffenarsenal der Marineeinsatzkommandos umfasste für die Sabotage von Schiffen die Sabotagemine I (aufblasbare Vorrichtung zum Transport einer Sprengladung), die Sabotagemine II, ein torpedoähnliches Gebilde, welches mittels Klammern am Kiel eines Schiffes befestigt wurde sowie die Sabotagemine III, ähnlich dem vorhergehenden Typ, allerdings 33 cm lang und mit größerer Sprengwirkung bestückt. Für die Sprengung von Brücken kamen das Muni-Paket (600 kg Sprengstoff), Nyr-Paket (1600 kg Sprengstoff) oder eine umgebaute GS-Mine zum Einsatz. Bisher sind folgende Marineeinsatzkommandos bis Kriegsende bekannt geworden:
| Marineeinsatzkommandos                 |                       |                                                                                  |                                                        |                                                        |
| Name des Marineeinsatzkommandos        | Abkürzung             | Kommandeur des M.E.K.                                                            | Gründung und Auflösung                                 | Einsatzraum                                            |
| Marineeinsatzkommando „PFEIFFER“       | M.E.K. PFEIFFER       | Fregattenkapitän Erich Pfeiffer                                                  | Mai 1940 bis Juli 1940                                 | Niederlande, Frankreich                                |
| Marineeinsatzkommando „MAREI“          | M.E.K. MAREI          | Kapitänleutnant Friedrich-Wilhelm Obladen                                        | März 1941 bis Juni 1941                                | Griechenland                                           |
| Marineeinsatzkommando „SCHWARZES MEER“ | M.E.K. SCHWARZES MEER | Korvettenkapitän Armin Roth                                                      | Juni 1941 bis Juli 1943                                | Krim, Asowsches Meer                                   |
| Marineeinsatzkommando „MARKO“          | M.E.K. MARKO          | Kapitänleutnant Friedrich-Wilhelm Obladen, Oberleutnant M.A. Bröker              | November 1941 bis November 1943                        | Kaukasus, ab September 1943 Nordgriechenland           |
| Marineeinsatzkommando 20               | M.E.K. 20             | Oberleutnant M.A. Bröker                                                         | April 1944 bis November 1944                           | Nordgriechenland (Ägäis)                               |
| Marineeinsatzkommando 25               | M.E.K. 25             | Oberleutnant zur See Ronninger                                                   | April 1945 bis 8. Mai 1945                             | Bergen (Norwegen)                                      |
| Marineeinsatzkommando 30               | M.E.K. 30             | Kapitänleutnant M.A. Wilhelm Gegner                                              | November 1944 bis 8. Mai 1945                          | Scheldemündung                                         |
| Marineeinsatzkommando 35               | M.E.K. 35             | Kapitänleutnant Theodor Reusch, ab März 1945 Oberleutnant M.A. Grünwedel         | November 1944 bis 8. Mai 1945                          | Scheldemündung, ab März 1945 Nordkinn                  |
| Marineeinsatzkommando 40               | M.E.K. 40             | Kapitänleutnant M.A. Herrmann Buschkämper, ab März 1945 Oberleutnant M.A. Schulz | August 1944 bis 8. Mai 1945                            | Scheldemündung, ab März 1945 Rotterdam                 |
| Marineeinsatzkommando 60               | M.E.K. 60             | Oberleutnant M.A. Hans-Friedrich Prinzhorn                                       | März 1944 bis November 1944, März 1945 bis 8. Mai 1945 | Le Havre / Rouen; Rhein-Front, ab März 1945 Elbe-Front |
| Marineeinsatzkommando 65               | M.E.K. 65             | Oberleutnant zur See Karl-Ernst Richert                                          | Mai 1944 bis 8. Mai 1945                               | Boulogne, ab November 1944 Weser-Front                 |
| Marineeinsatzkommando 70               | M.E.K. 70             | Oberleutnant zur See Hans Emil Drögemöller                                       | Juli 1944 bis August 1944                              | Brest                                                  |
| Marineeinsatzkommando 71               | M.E.K. 71             | Oberleutnant M.A. Fritz Walters                                                  | April 1944 bis 8. Mai 1945                             | Französische Südküste, ab November 1944 Ungarn         |
| Marineeinsatzkommando 75               | M.E.K. 75             | Kapitän zur See Düwel                                                            | Februar 1944 bis April 1944                            | Anzio                                                  |
| Marineeinsatzkommando 80               | M.E.K. 80             | Kapitänleutnant M.A. Waldemar Krumhaar                                           | März 1944 bis April 1945                               | Lago Maggiore, ab Dezember 1944 Italienische Riviera   |
| Marineeinsatzkommando 85               | M.E.K. 85             | Oberleutnant M.A. Ernst Wadenpfuhl                                               | Januar bis 8. Mai 1945                                 | Oder-Front                                             |
| Marineeinsatzkommando 90               | M.E.K. 90             | Oberleutnant M.A. Heinz Joachim Wilke                                            | Juli 1944 bis 8. Mai 1945                              | Dubrovnik                                              |
| Marineeinsatzkommando z. b. V.         | M.E.K. z. b. V.       | Oberleutnant M.A. Hans-Friedrich Prinzhorn                                       | Dezember 1944 bis 8. Mai 1945                          | Alsen (Ausbildung)                                     |
| Marineeinsatzkommando Werschetz        | M.E.K. Werschetz      | unbekannt                                                                        | unbekannt                                              | unbekannt                                              |

## K-Divisionen
Die Divisionen der K-Verbände, umfassen im Gegensatz zur Soll-Stärke einer regulären Division der Wehrmacht, die mit ca. 12.000 bis 15.000 Mann beziffert wurden, nur wenige hunderte Personen. So bestand die 1. K-Division bei Kriegsende aus nur 430 Personen. Die anderen fünf Divisionen lagen in ihrer Größe nicht viel höher. Diese Zahlen zeigen einmal mehr, dass der Bestand von Divisionen auf dem Papier nicht deren tatsächliche Kampfkraft widerspiegeln. So konnten die K-Divisionen bestenfalls in der Größe eines Bataillons angesehen werden. Die Kleinkampfverbände verfügten bei Kriegsende über folgende Divisionen:
| 1. K-Division | 2. K-Division | 3. K-Division |
| --- | --- | --- |
| - Kommandeur: Kapitänleutnant Wolfgang Woerdemann - Stationierungsorte: Norwegen (Narvik, Engelöy, Ullvik, Brenvik, Harstad) - Gliederung - K-Flottille 1/265 Oberleutnant zur See Pologer - K-Flottille 2/265 Oberleutnant zur See Doose - K-Flottille 1/215 Leutnant zur See Hein - K-Flottille 3/362 Leutnant zur See Gotthardt - M.E.K. 35 Kapitänleutnant Breusch | - Kommandeur: Oberleutnant zur See Schuirmann - Stationierungsorte: Norwegen (Trondheim, Kristiansund, Molde, Selvenes, Namsos) - Gliederung - K-Flottille 1/267 Oberleutnant zur See Sengbiel - K-Flottille 2/267 Kapitänleutnant Sommer - K-Flottille 1/216 Oberleutnant zur See Pologer - K-Flottille 2/216 Oberleutnant zur See Thum - M.E.K. 30 Kapitänleutnant MA Gegner | - Kommandeur: Korvettenkapitän Karl Silex - Stationierungsorte: Norwegen (Bergen, Höllen/Tangvall, Tangen, Sola, Faltöy, Herdla, Krokeidet) - Gliederung - K-Flottille 1/263 Oberleutnant zur See Erdmann - K-Flottille 2/263 Oberleutnant zur See Thieme - K-Flottille 415 Oberleutnant zur See Breckvoldt - K-Flottille 2/215 Oberleutnant zur See Schädlich - K-Flottille 1/362 Oberleutnant zur See Koch - K-Flottille 2/362 Leutnant zur See Beierlein |

| 4. K-Division | 5. K-Division | 6. K-Division |
| --- | --- | --- |
| - Kommandeur: Kapitänleutnant Ludwig Vellguth - Stationierungsorte: Norwegen (Oslo, Stavern, Magerö) - Gliederung - K-Flottille 1/366 Oberleutnant zur See Lehmann - K-Flottille 2/366 Oberleutnant zur See Heinsius | - Kommandeur: Fregattenkapitän Albrecht Brandi - Stationierungsort: Niederlande - Gliederung: - K-Flottille 312 Leutnant zur See Albrecht Kiep - K-Flottille 313 Carl Borm - K-Flottille 314 unbekannt | - Kommandeur: Korvettenkapitän Kurt Haun (bis November 1944), Kapitänleutnant Witt - Stationierungsort: Adriaküste - Gliederung: - K-Flottille 411 Oberleutnant zur See Heinrich Hille - K-Flottille 612 Kapitän zur See Friedrich Böhme - K-Flottille 613 Oberleutnant zur See Wilhelm Gerhardt - M.E.K. 71 Oberleutnant M.A. Friedmar Wolters - U-Flottille CBs (Italienische Flottille) |

### K-Flottillen
| Lehrkommando 200   |                          |                     |                                                                      |                               |             |
| Name der Flottille | Alias-Name               | Kleinkampfmittelart | Kommandeur                                                           | Gründung und Auflösung        | Bemerkungen |
| K-Flottille 211    | 1. Sprengboot-Flottille  | Sprengboot Linse    | Kapitänleutnant Ulrich Kolbe ab Juli 1944 Oberleutnant Helmut Plikat | Juli 1944 bis 8. Mai 1945     |             |
| K-Flottille 212    | 2. Sprengboot-Flottille  | Sprengboot Linse    | Kapitänleutnant Hinte                                                | Juli 1944 bis 8. Mai 1945     |             |
| K-Flottille 213    | 3. Sprengboot-Flottille  | Sprengboot Linse    | Kapitänleutnant Ernst Rosenfeldt                                     | Juli 1944 bis 8. Mai 1945     |             |
| K-Flottille 214    | 4. Sprengboot-Flottille  | Sprengboot Linse    | Kapitänleutnant Hermann Rasch                                        | November 1944 bis unbekannt   |             |
| K-Flottille 215    | 5. Sprengboot-Flottille  | Sprengboot Linse    | Kapitänleutnant Ludwig Vellguth                                      | November 1944 bis 8. Mai 1945 |             |
| K-Flottille 216    | 6. Sprengboot-Flottille  | Sprengboot Linse    | Oberleutnant Hans-Friedrich Prinzhorn                                | August 1944 bis 8. Mai 1945   |             |
| K-Flottille 217    | 7. Sprengboot-Flottille  | Sprengboot Linse    | Oberleutnant Ulrich-Müller Voß                                       | Oktober 1944 bis unbekannt    |             |
| K-Flottille 218    | 8. Sprengboot-Flottille  | Sprengboot Linse    | Kapitänleutnant Christoph Schieckel                                  | November 1944 bis 8. Mai 1945 |             |
| K-Flottille 219    | 9. Sprengboot-Flottille  | Sprengboot Linse    | Kapitänleutnant Günther Kien                                         | Januar bis 8. Mai 1945        |             |
| K-Flottille 220    | 10. Sprengboot-Flottille | Sprengboot Linse    | unbekannt                                                            | Aufstellung unbekannt         |             |
| K-Flottille 221    | 11. Sprengboot-Flottille | Sprengboot Linse    | Oberleutnant zur See Matthienssen                                    | März bis 8. Mai 1945          |             |

| Lehrkommando 250   |                    |                     |                                                 |                                |                                             |
| Name der Flottille | Alias-Name         | Kleinkampfmittelart | Kommandeur                                      | Gründung und Auflösung         | Bemerkungen                                 |
| K-Flottille 261    | 1. Biber-Flottille | Biber               | Kapitänleutnant Friedmar Wolters                | August 1944 bis 8. Mai 1945    |                                             |
| K-Flottille 262    | 2. Biber-Flottille | Biber               | Kapitänleutnant Richard Sommer (ab Januar 1945) | Januar 1944 bis 8. Mai 1945    |                                             |
| K-Flottille 263    | 3. Biber-Flottille | Biber               | Oberleutnant zur See Dieter Erdmann             | September 1944 bis 8. Mai 1945 |                                             |
| K-Flottille 265    | 4. Biber-Flottille | Biber               | Oberleutnant zur See Ernst Plöger               | Februar bis 8. Mai 1945        |                                             |
| K-Flottille 266    | 5. Biber-Flottille | Biber               | Oberleutnant zur See Udo Heckmann               | Oktober 1944 bis März 1945     | Reste der K-Flottille 262 eingegliedert     |
| K-Flottille 267    | 6. Biber-Flottille | Biber               | Kapitänleutnant Herbert Wagner                  | Dezember 1944 bis 8. Mai 1945  |                                             |
| K-Flottille 268    | 7. Biber-Flottille | Biber               | Kapitänleutnant Joachim Steltzer                | 1945 bis unbekannt             | Zeitpunkt der genauen Aufstellung unbekannt |
| K-Flottille 269    | 8. Biber-Flottille | Biber               | Kapitänleutnant Kurt Halledt Holzapfel          | 1945 bis unbekannt             | Zeitpunkt der genauen Aufstellung unbekannt |
| K-Flottille 270    | 9. Biber-Flottille | Biber               | Oberleutnant Kurt Warnke                        | 1945 bis unbekannt             | Zeitpunkt der genauen Aufstellung unbekannt |

| Lehrkommando 300   |                      |                     |                           |                           |             |
| Name der Flottille | Alias-Name           | Kleinkampfmittelart | Kommandeur                | Gründung und Auflösung    | Bemerkungen |
| K-Flottille 312    | 1. Seehund-Flottille | Seehund             | Leutnant zur See Kiep     | Juni 1944 bis 8. Mai 1945 |             |
| K-Flottille 313    | 2. Seehund-Flottille | Seehund             | Kapitänleutnant Carl Borm | Januar bis 8. Mai 1945    |             |
| K-Flottille 314    | 3. Seehund-Flottille | Seehund             | unbekannt                 | Aufstellung vorgesehen    |             |

| Lehrkommando 350   |                     |                                 |                                                                          |                                |                             |
| Name der Flottille | Alias-Name          | Kleinkampfmittelart             | Kommandeur                                                               | Gründung und Auflösung         | Bemerkungen                 |
| K-Flottille 361    | 1. Marder-Flottille | kurzzeitig Neger, später Marder | Leutnant zur See Johann-Otto-Krieg, ab März 1945 Oberleutnant z.S. Frank | 1. April 1944 bis 8. Mai 1945  |                             |
| K-Flottille 362    | 2. Marder-Flottille | Marder                          | Oberleutnant zur See Koch                                                | Juli 1944 bis 8. Mai 1945      | Koch fiel am 20. April 1945 |
| K-Flottille 363    | 3. Marder-Flottille | Marder                          | Oberleutnant zur See Siegfried Wetterich                                 | September 1944 bis 8. Mai 1945 |                             |
| K-Flottille 364    | 4. Marder-Flottille | Marder                          | Oberleutnant zur See Peter Bergers                                       | Juli 1944 bis 8. Mai 1945      |                             |
| K-Flottille 365    | 5. Marder-Flottille | Marder                          | Oberleutnant zur See Hans-Georg Barop                                    | Juli 1944 bis 8. Mai 1945      |                             |
| K-Flottille 366    | 6. Marder-Flottille | Marder                          | Oberleutnant zur See Paul Heinsius                                       | Juli 1944 bis 8. Mai 1945      |                             |

| Lehrkommando 400   |                    |                     |                                           |                             | |
| Name der Flottille | Alias-Name         | Kleinkampfmittelart | Kommandeur                                | Gründung und Auflösung      | Bemerkungen |
| K-Flottille 411    | 1. Molch-Flottille | Molch               | Oberleutnant zur See Heinrich Hille       | Juli bis Dezember 1944      | Die Reste der Einheit gingen als Infanteristen, gegen Partisanen kämpfend, in jugoslawische Kriegsgefangenschaft |
| K-Flottille 412    | 2. Molch-Flottille | Molch               | Oberleutnant Kuno Arens                   | August bis November 1944    | die Flottille wurde im November 1944 in die 1/412 und 2/412 Flottille geteilt                                    |
| K-Flottille 1/412  | unbekannt          | Molch               | Oberleutnant Kuno Arens                   | November 1944 bis unbekannt | |
| K-Flottille 2/412  | unbekannt          | Molch               | Oberleutnant Wolfgang Martin              | November 1944 bis unbekannt | |
| K-Flottille 413    | 3. Molch-Flottille | Molch               | Oberleutnant zur See Lothar Vieth         | Juli 1944 bis 8. Mai 1945   | |
| K-Flottille 414    | 4. Molch-Flottille | Molch               | Kapitänleutnant Fritz Heinz               | unbekannt                   | |
| K-Flottille 415    | 5. Molch-Flottille | Molch               | Oberleutnant zur See Friedrich Breckvoldt | Juli 1944 bis 8. Mai 1945   | |
| K-Flottille 416    | 6. Molch-Flottille | Molch               | Oberleutnant Friedrich Breckwoldt         | November 1944 bis unbekannt | |
| K-Flottille 417    | 7. Molch-Flottille | Molch               | Oberleutnant Wilhelm ter Glane            | November 1944 bis unbekannt | Aufstellung nicht mehr erfolgt                                                                                   |

| Lehrkommando 600 (später in Lehrkommando 601 umbenannt) |                        |                                                |                                                                               |                              |                           |
| Name der Flottille                                      | Alias-Name             | Kleinkampfmittelart                            | Kommandeur                                                                    | Gründung und Auflösung       | Bemerkungen               |
| K-Flottille 611                                         | 1. Sturmboot-Flottille | MTM-Sprengboot, MAS-Sturmboot, MTSMA-Sturmboot | Korvettenkapitän Kurt Haun, ab September 1944 Kapitänleutnant Wilhelm Ullrich | Oktober 1944 bis April 1945  | im April 1945 zerschlagen |
| K-Flottille 612                                         | 2. Sturmboot-Flottille | MTM-Sprengboot, MAS-Sturmboot, MTSMA-Sturmboot | Kapitänleutnant Ernst Wilhelm Witt                                            | Oktober 1944 bis 8. Mai 1945 |                           |
| K-Flottille 613                                         | 3. Sturmboot-Flottille | MTM-Sprengboot, MAS-Sturmboot, MTSMA-Sturmboot | Oberleutnant zur See Wilhelm Gerhardt                                         | Januar bis 8. Mai 1945       |                           |

| In Aufstellung befindliche Flottille |                    |                           |            |                        | |
| Name der Flottille                   | Alias-Name         | Kleinkampfmittelart       | Kommandeur | Gründung und Auflösung | Bemerkungen |
| K-Flottille 911?                     | 1. Hydra-Flottille | Torpedo-Schnellboot Hydra | unbekannt  | April bis 8. Mai 1945  | Flottille einsatzbereit, aber nicht mehr im Einsatz. Die Flottille verlegte in der Nacht vom 7. auf den 8. Mai von Apenrade durch den kleinen Belt (unter Beschuss von der Kleinen Beltbrücke) in den Hafen Langballigau. Ihre Kapitulation erfolgte in Langballigau. Am 8. Mai erschienen Vertreter der Amerikaner an Bord, die anboten: Unter der Voraussetzung des Einverständnis aller Flottillenangehörigen, würde die ganze Flottille in den Pazifik verlegt werden. Mit der Zustimmung zu diesem Schritt würde den Besatzungen als Bonus die amerikanische Staatsbürgerschaft in Aussicht gestellt werden. Die Besatzungen stimmten zu, die Führung der Flottille verweigerte die Kollaboration mit dem Feind. Daraufhin kamen die Besatzungen bis 1948 nach Neuengamme (Hamburg) in Kriegsgefangenschaft. |

## Einblick in vereinzelte Detailstrukturen
| Detailstrukturen eines Lehrkommandos, Flottille und M.E.K. | | |
| Lehrkommando 250 | Flottillenstab 261 | Marineeinsatzkommando (M.E.K.) |
| - Chef des Lehrkommandos: Korvettenkapitän Hans Bartels - Adjutant: Oberleutnant der Reserve Alexander Mitbauer - Leitender Ingenieursoffizier: Oberleutnant Endler - 1. Referent: Leutnant der Reserve Steputtat - Torpedooffizier: Leutnant (Ingenieur) Preusser - Ausbilder - Oberleutnant zur See: Bollmeier - Leutnant zur See: Kirschner - Leutnant zur See: Dose - Oberfähnrich: Präske | - Flottillenchef: Kapitänleutnant (M.A.) Friedmar Wolters - Ingenieursoffizier: Leutnant (Ingenieur) Schwendler - Torpedooffizier: Oberleutnant (T) Hans Dobat - Navigationsoffizier: Obersteuermann Kramer - Sanitätsoffizier: Oberassistenzarzt Borcher - Sperrwaffenoffizier für Minen: unbekannt - Hilfspersonal: ca. 100 Mann | - Führungsoffizier / Einsatzleiter - Mannschaften 22 Mann - 15 Fahrzeuge - 3 Funkwagen - 2 Schwimmwagen - 1 Küchenwagen - 9 Wagen für Mannschaftstransporte, Geräte- und Munitionswagen |